# La signora della notte
La signora della notte è un film del 1986, diretto da Piero Schivazappa.

## Trama
Simona è sposata da tre anni con Marco, ingegnere aeronautico. Nonostante il matrimonio appaia ben collaudato, Simona prova un senso d'infelicità che, unitamente alla sua voglia di trasgressione, la porteranno a concedersi ad amanti occasionali. La situazione rimane tale fino a quando i due ritroveranno il giusto equilibrio mentre fanno l'amore per procreare, e non per esclusivo piacere.

## Galleria d'immagini